# Suzanne Durrenberger
 (octobre 2023).
Suzanne Durrenberger est une scripte française née le 6 avril 1922 à Paris 10e et morte le 30 juin 2011 à Paris 3e.

## Biographie
Suzanne Durrenberger commence sa carrière au début des années 1950, avec notamment Jacques Deval et Henri Decoin. À partir de 1956, elle travaille très régulièrement avec Roger Vadim. En 1964, elle travaille sur Le Journal d'une femme de chambre de Luis Buñuel, dont elle est la scripte attitrée jusqu'en 1977, année où Buñuel réalise son dernier film. Elle est ensuite, avec constance, aux côtés de Bernardo Bertolucci, puis, à partir de 1993, de Patrice Chéreau, avec qui elle est scripte pour la dernière fois, en 2008, sur Persécution à l'âge de 86 ans. Elle est inhumée au cimetière du Père-Lachaise (73e division).

## Filmographie
- 1950 : L'Invité du mardi de Jacques Deval
- 1950 : Plus de vacances pour le Bon Dieu de Robert Vernay
- 1951 : Andalousie de Robert Vernay
- 1952 : La Vérité sur Bébé Donge d'Henri Decoin
- 1952 : Le Rideau rouge d'André Barsacq
- 1952 : Lettre ouverte d'Alex Joffé
- 1953 : Les Amants de Tolède d'Henri Decoin
- 1953 : Dortoir des grandes d'Henri Decoin
- 1953 : Julietta de Marc Allégret
- 1954 : Bonnes à tuer d'Henri Decoin
- 1954 : Châteaux en Espagne de René Wheeler
- 1954 : La Rage au corps de Ralph Habib
- 1954 : Huis clos de Jacqueline Audry
- 1955 : Razzia sur la chnouf d'Henri Decoin
- 1955 : Les Mauvaises Rencontres d'Alexandre Astruc
- 1955 : L'Affaire des poisons d'Henri Decoin
- 1956 : Et Dieu… créa la femme de Roger Vadim
- 1956 : Les Assassins du dimanche d'Alex Joffé
- 1957 : Celui qui doit mourir de Jules Dassin
- 1957 : Sait-on jamais... de Roger Vadim
- 1957 : L'amour est en jeu de Marc Allégret
- 1958 : Les Bijoutiers du clair de lune de Roger Vadim
- 1958 : La Loi  de Jules Dassin
- 1959 : Sois belle et tais-toi de Marc Allégret
- 1959 : Les Liaisons dangereuses 1960 de Roger Vadim
- 1959 : La fièvre monte à El Pao de Luis Buñuel
- 1960 : Chien de pique d'Yves Allégret
- 1960 : Et mourir de plaisir de Roger Vadim
- 1961 : Les Mauvais Coups de François Leterrier
- 1961 : Tintin et le Mystère de la Toison d'or de Jean-Jacques Vierne
- 1962 : Le Repos du guerrier de Roger Vadim
- 1963 : À cause, à cause d'une femme de Michel Deville
- 1963 : L'Inconnue de Hong Kong de Jacques Poitrenaud
- 1963 : Le Journal d'un fou de Roger Coggio
- 1964 : Le Journal d'une femme de chambre de Luis Buñuel
- 1965 : L'Or du duc de Jacques Baratier et Bernard Toublanc-Michel
- 1966 : La Curée de Roger Vadim
- 1966 : Le Deuxième Souffle de Jean-Pierre Melville
- 1967 : Ne jouez pas avec les Martiens d'Henri Lanoë
- 1967 : J'ai tué Raspoutine de Robert Hossein
- 1967 : Belle de jour de Luis Buñuel
- 1968 : Histoires extraordinaires
- 1968 : Barbarella de Roger Vadim
- 1969 : La Voie lactée de Luis Buñuel
- 1969 : Le Diable par la queue de Philippe de Broca
- 1970 : Le Passager de la pluie de René Clément
- 1970 : Elle boit pas, elle fume pas, elle drague pas, mais... elle cause ! de Michel Audiard
- 1971 : Sans mobile apparent de Philippe Labro
- 1972 : Hellé de Roger Vadim
- 1972 : Le Charme discret de la bourgeoisie de Luis Buñuel
- 1972 : Le Dernier Tango à Paris de Bernardo Bertolucci
- 1973 : Don Juan 73 de Roger Vadim
- 1973 : L'Héritier de Philippe Labro
- 1973 : M comme Mathieu de Jean-François Adam
- 1973 : Le Magnifique de Philippe de Broca
- 1974 : Antoine et Sébastien de Jean-Marie Périer
- 1974 : Le Fantôme de la liberté de Luis Buñuel
- 1976 : Une femme fidèle de Roger Vadim
- 1977 : Le Diable dans la boîte de Pierre Lary
- 1977 : Julie pot de colle de Philippe de Broca
- 1977 : Cet obscur objet du désir de Luis Buñuel
- 1978 : Tendre Poulet de Philippe de Broca
- 1979 : La Luna de Bernardo Bertolucci
- 1980 : La Banquière de Francis Girod
- 1981 : Psy de Philippe de Broca
- 1982 : Le Grand Frère de Francis Girod
- 1983 : La Tragédie de Carmen de Peter Brook
- 1984 : Le Bon Plaisir de Francis Girod
- 1984 : La Triche de Yannick Bellon
- 1987 : Le Dernier Empereur de Bernardo Bertolucci
- 1989 : Valmont de Miloš Forman
- 1990 : Un thé au Sahara de Bernardo Bertolucci
- 1990 : Lacenaire de Francis Girod
- 1992 : Vieille Canaille de Gérard Jourd'hui
- 1993 : La Nuit sacrée de Nicolas Klotz
- 1993 : Little Buddha de Bernardo Bertolucci
- 1994 : La Reine Margot de Patrice Chéreau
- 1996 : Beauté volée de Bernardo Bertolucci
- 1996 : Passage à l'acte de Francis Girod
- 1998 : Ceux qui m'aiment prendront le train de Patrice Chéreau
- 1998 : Terminale de Francis Girod
- 1998 : Shandurai de Bernardo Bertolucci
- 1999 : Je règle mon pas sur le pas de mon père de Rémi Waterhouse
- 2000 : Le Libertin de Gabriel Aghion
- 2001 : Absolument fabuleux de Gabriel Aghion
- 2002 : Mille millièmes de Rémi Waterhouse
- 2003 : Innocents de Bernardo Bertolucci
- 2004 : Je suis un assassin de Thomas Vincent
- 2004 : Pédale dure de Gabriel Aghion
- 2005 : Gabrielle de Patrice Chéreau
- 2005 : Combien tu m'aimes ? de Bertrand Blier
- 2008 : Le Nouveau Protocole de Thomas Vincent
- 2009 : Persécution de Patrice Chéreau